# Lepidonella
Genre
Lepidonella est un genre de collemboles de la famille des Lepidocyrtidae.

## Liste des espèces
Selon Checklist of the Collembola of the World (version du 25 août 2019) :
- Lepidonella annulicornis (Oudemans, 1890)
- Lepidonella ceylonica (Yosii, 1966)
- Lepidonella doveri (Carpenter, 1932)
- Lepidonella duodecimoculata (Prabhoo, 1971)
- Lepidonella flava (Carpenter, 1916)
- Lepidonella incerta (Handschin, 1925)
- Lepidonella kei (Yoshii & Suhardjno, 1992)
- Lepidonella lecongkieti Deharveng & Bedos, 1995
- Lepidonella marimutti Soto-Adames & Bellini, 2015
- Lepidonella nigrofasciata (Handschin, 1928)
- Lepidonella oudemansi (Yoshii, 1983)
- Lepidonella picta (Schäffer, 1898)
- Lepidonella subcarpenteri (Denis, 1948)
- Lepidonella tokiokai Yosii, 1960
- Lepidonella zeppelinii Soto-Adames & Bellini, 2015

## Publication originale
- Yosii, 1960 : On some Collembola of New Caledonia, New Britain and Solomon Islands. Bulletin of the Osaka Museum of Natural History, no 12, p. 9-38.